# 欣德洛彭

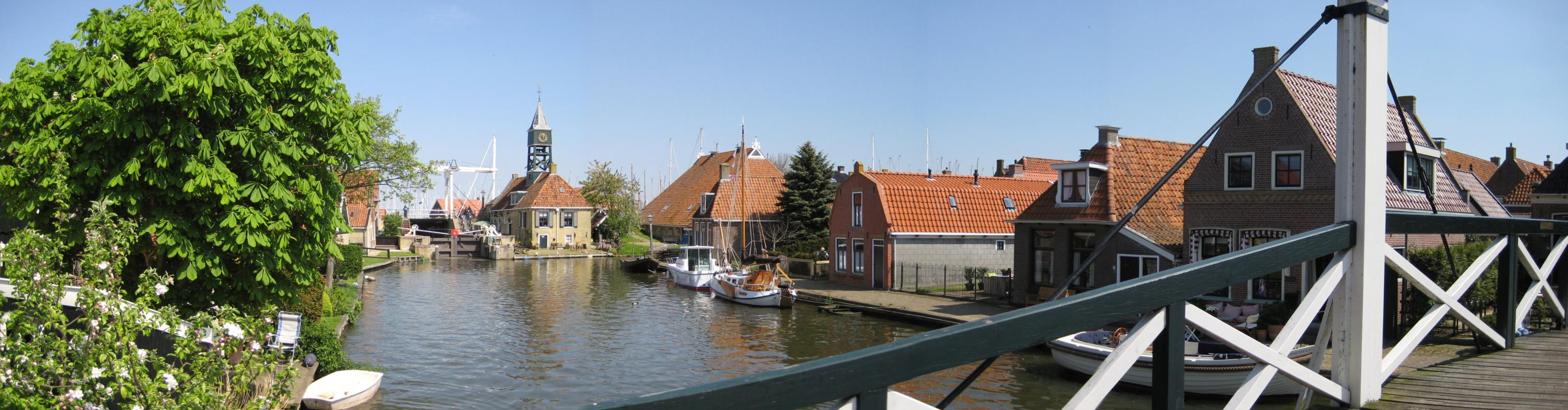

欣德洛彭（荷蘭語：Hindeloopen）是荷蘭菲士蘭省的一座城市，位於該國西北部愛塞湖畔，属于市镇西南菲士蘭，主要經濟活動是旅遊業，該鎮的貨主自十二世紀經常來往波羅的海沿岸，2011年人口853。

## 外部連結
- Museum Hindeloopen （页面存档备份，存于） Museum Hindeloopen: Hindelooper schilderkunst, klederdracht, stads- en scheepvaarthistorie.
- www.hindeloopen.com （页面存档备份，存于）

52°57′N 5°24′E / 52.950°N 5.400°E